# Aabeni

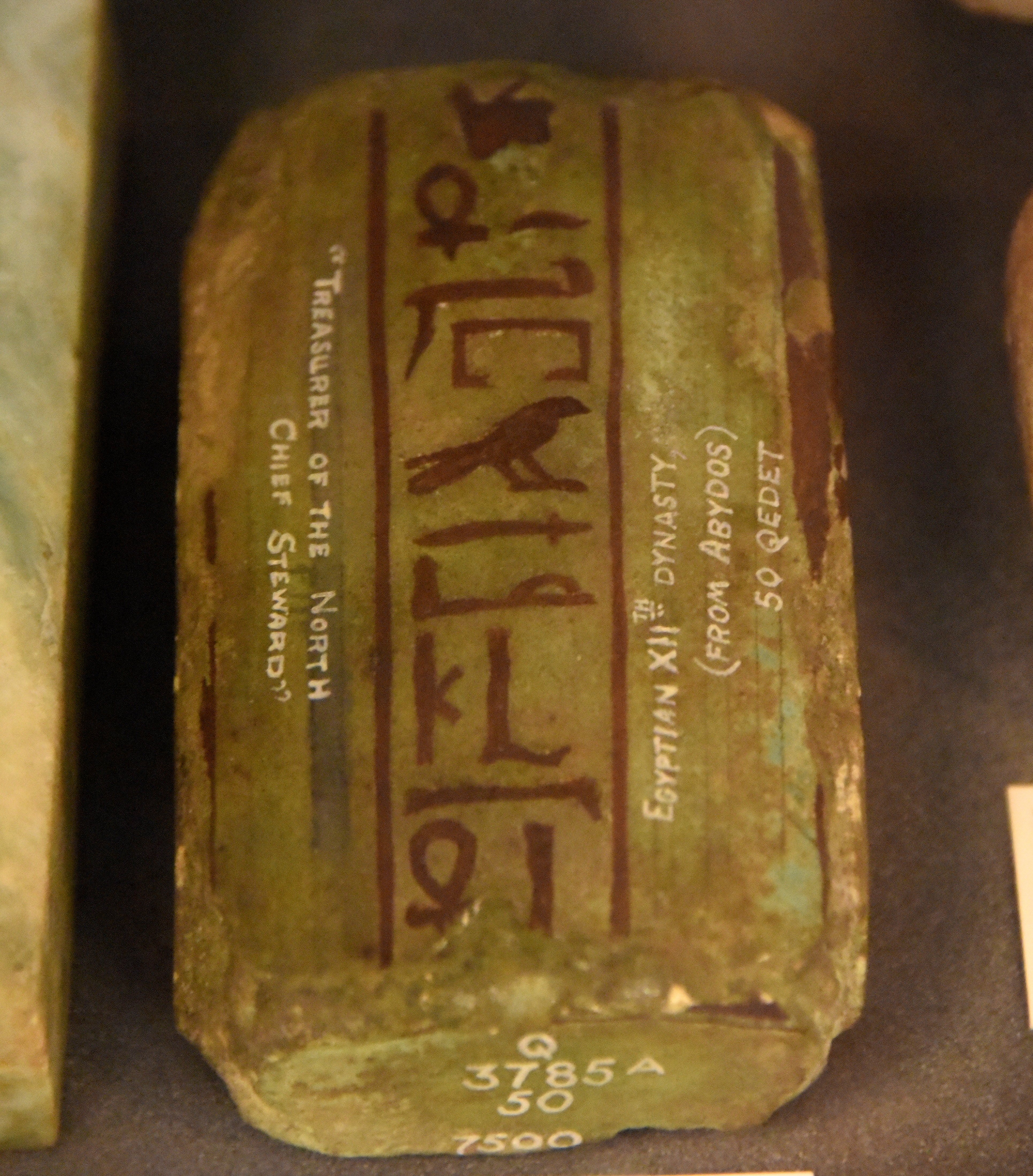
Peso de fayenza verde esmaltada, inscrito para el alto administrador Aabeni. Finales Reino Medio, procedente de Abidos, Egipto. Museo Petrie de Arqueología Egipcia.

Aabeni fue un funcionario del Antiguo Egipto que ocupó el cargo de alto administrador. Este título representaba ser reconocido como uno de los funcionarios más importantes en la corte real de la Dinastía XIII, alrededor de 1750 a. C.. 
Aabeni es conocido por varios hallazgos, siendo el más importante el Papiro Boulaq 18. Este papiro es un relato del palacio tebano de la Dinastía XIII, donde aparece en varias listas de funcionarios. 
Aabeni también es conocido por el peso encontrado en Abidos y una estela proveniente del mismo lugar. La datación exacta del Papiro Boulaq 18 está en discusión en la egiptología, permaneciendo abierto el rey al que sirvió Aabeni. En el mismo papiro también aparece el chaty Anju, por lo que se sabe que los dos funcionarios eran contemporáneos.